# コフィー&カリーム
『コフィー&カリーム』（原題:Coffee & Kareem）は2020年に配信されたアメリカ合衆国のコメディ映画である。監督はマイケル・ドース、主演はエド・ヘルムズが務めた。
タイトルはコーヒー&クリームに由来する。

## 概略
ミシガン州デトロイト。警察官のジェームズ・コフィーはヴァネッサと交際し始めた。ところが、ヴァネッサの12歳になる息子、カリームはコフィーのことをよく思っていなかった。ある日、カリームは「間抜けなコフィーのことだから、ちょっと脅せば母さんと別れるに違いない」と考え、ゴロツキを雇うことにしたが、その過程で犯罪組織の重要な秘密を知ってしまった。それが原因で、カリームは組織から命を狙われることになった。組織はヴァネッサをも口封じのために殺害しようとしており、それを止めるべく、カリームは渋々コフィーと手を組むことにした。

## キャスト
- エド・ヘルムズ - ジェームズ・コフィー
- タラジ・P・ヘンソン - ヴァネッサ・マニング
- テレンス・リトル・ハーデンハイ - カリーム・マニング
- ベティ・ギルピン - ワッツ
- アンドリュー・バチェラー - ロドニー
- ロンリーコ・リー - オーランド・ジョンソン
- デヴィッド・アラン・グリア - ヒル

## 製作・マーケティング
シェーン・マックが執筆した本作の脚本は2014年にブラックリスト入りを果たしていた。2019年3月7日、エド・ヘルムズとタラジ・P・ヘンソンが本作に起用されたとの報道があった。5月、テレンス・リトル・ハーデンハイ、アンドリュー・バチェラー、ベティ・ギルピン、ロンリーコ・リー、デヴィッド・アラン・グリアがキャスト入りした。2020年3月10日、本作の劇中写真が初めて公開された。17日、ジョセフ・トラパニーズが本作で使用される楽曲を手掛けると報じられた。24日、本作のオフィシャル・トレイラーが公開された。

## 評価
本作は批評家から酷評されている。映画批評集積サイトのRotten Tomatoesには28件のレビューがあり、批評家支持率は11%、平均点は10点満点で3.69点となっている。サイト側による批評家の見解の要約は「子供が好きそうな設定とどう見ても大人向けのユーモアが不格好にブレンドされている。『コフィー&カリーム』は一風変ったコンビを主人公にしているが、全く面白くない作品である。」となっている。また、Metacriticには19件のレビューがあり、加重平均値は34/100となっている。